# 久留里町
久留里町（くるりまち）は、千葉県君津郡（望陀郡）にかつて存在した町である。かつての久留里城の城下町である。

## 地理
- 現在の君津市の東部、旧上総町の北部に位置している。
- 村域はほとんどが山がちな地形である。
- 村は小櫃川の上流域に位置する。

## 歴史

### 沿革
- 1889年（明治22年）4月1日 - 町村制施行により、久留里市場村、吉野村、小市部村、大谷村、久留里、怒田村、浦田村、大和田村、富田村、愛宕村、向郷村、栗坪村、川谷村と寺沢村飛地・台村錯綜地の区域をもって、望陀郡久留里町が発足。
- 1897年（明治30年）4月1日 - 望陀郡が統合されて君津郡となる。
- 1912年（大正元年）12月28日 - 千葉県営鉄道久留里線木更津駅 - 久留里駅間の開業により久留里駅が開業。
- 1954年（昭和29年）10月1日 - 亀山村・松丘村と新設合併して上総町が発足。同日久留里町廃止。

## 経済

### 産業
工場
- 吉崎酒造場 - 生産品目は酒、焼酎、酒粕、開業年月は安政、代表者は吉崎紋造[1]。
- 藤平酒造場 - 生産品目は清酒、焼酎、酒粕、開業年月は明治13年3月、代表者は藤平俊一[1]。

## 人口・世帯

### 人口
総数 [単位： 人]
| 1891年（明治24年） | 4,519 |
| 1921年（大正10年） | 4,650 |

### 世帯
総数 [単位： 世帯]
| 1921年（大正10年） | 976 |

## 地域

### 医療
医師
医師は「松林俊雄、藤平泰、前田眞、白紙喜一」などがいた。

## 交通

### 鉄道
- 日本国有鉄道（ → 東日本旅客鉄道）
  - ■久留里線
    - 久留里駅

### 道路
- 久留里街道（現国道410号）

## 名所
- 久留里城

## 出身・ゆかりのある人物
- 牧野元次郎（不動貯金銀行頭取） - 旧久留里藩士・牧野治の長男である[3]。